# Nordavia (Deutschland)
Nordavia (offiziell NORDAVIA Flug GmbH) ist ein in Hamburg ansässiges Unternehmen, das sich als Handelsmakler auf die Vermittlung von Ad-hoc-Charterflügen spezialisiert hat. Die Gesellschaft stellt im Kundenauftrag einen Kontakt zu den Flugzeugbetreibern her und organisiert die Abwicklung der Aufträge. Das von Nordavia beauftragte Unternehmen führt den Charterflug anschließend für den Kunden durch.

## Geschichte
Der Pilot Helmut Heidemann gründete die Nordavia Flug GmbH im Jahre 1976 als Bedarfsfluggesellschaft. Das Unternehmen setzte anfangs eine Cessna 310 zur Beförderung von Expressfracht und Personen im Gelegenheitsverkehr ein. Ab Februar 1997 wurde eine gemietete Beechcraft King Air betrieben. 
Die Gesellschaft begann in den 1990er-Jahren damit, Kundenaufträge an andere Lufttransportunternehmen zu vermitteln, wenn diese Beförderungsleistungen nicht mit dem eigenen Flugzeug abgedeckt werden konnten.
Im Jahr 2000 stellte Nordavia den eigenen Flugbetrieb ein.
Nach der Aufgabe des Flugbetriebs ist Nordavia seit 2000 ausschließlich als Broker in der Vermittlung von Charteraufträgen tätig.